# Amusurgus genji
Amusurgus genji är en insektsart som först beskrevs av Furukawa 1970.  Amusurgus genji ingår i släktet Amusurgus och familjen syrsor. Inga underarter finns listade i Catalogue of Life.

## Bildgalleri

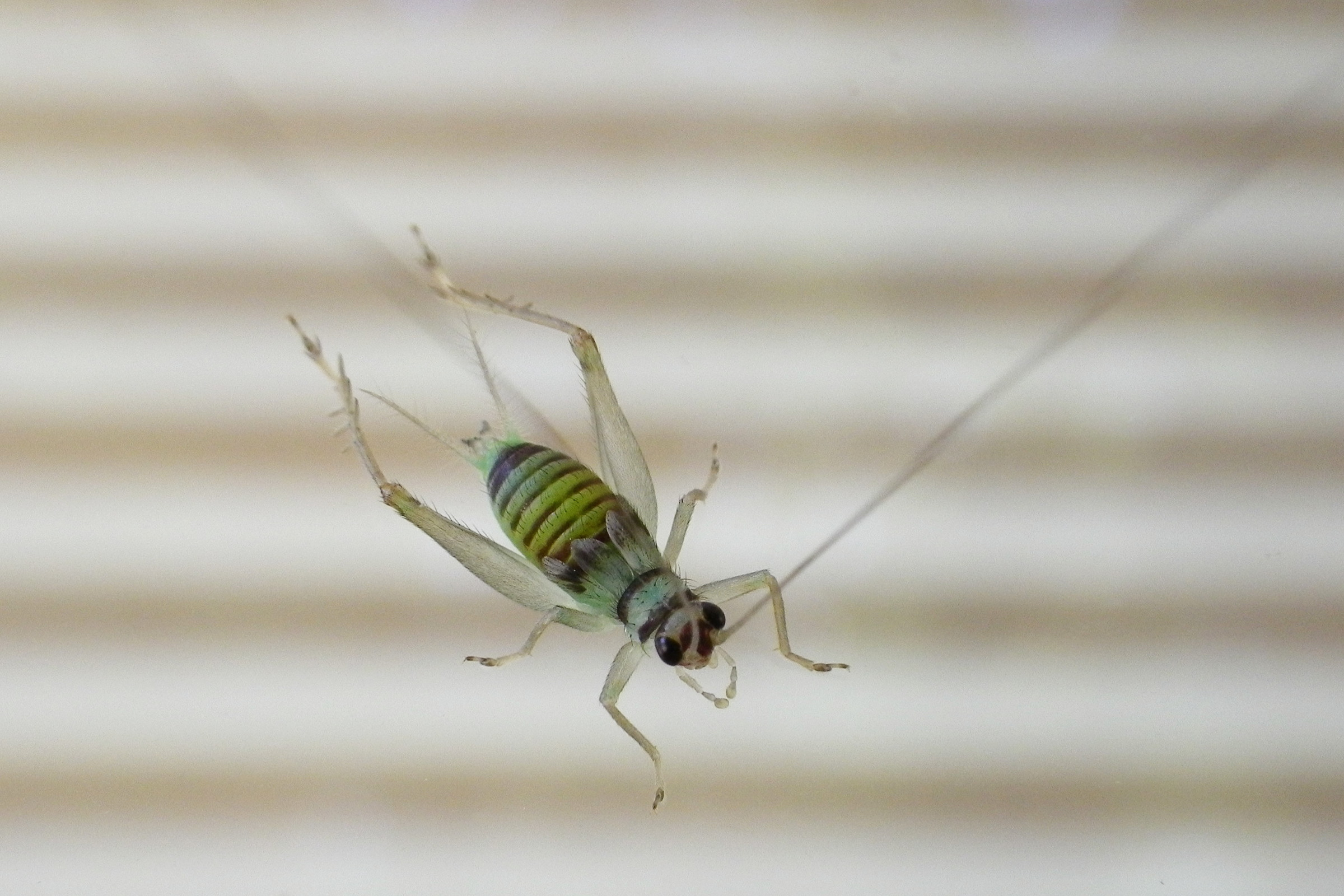
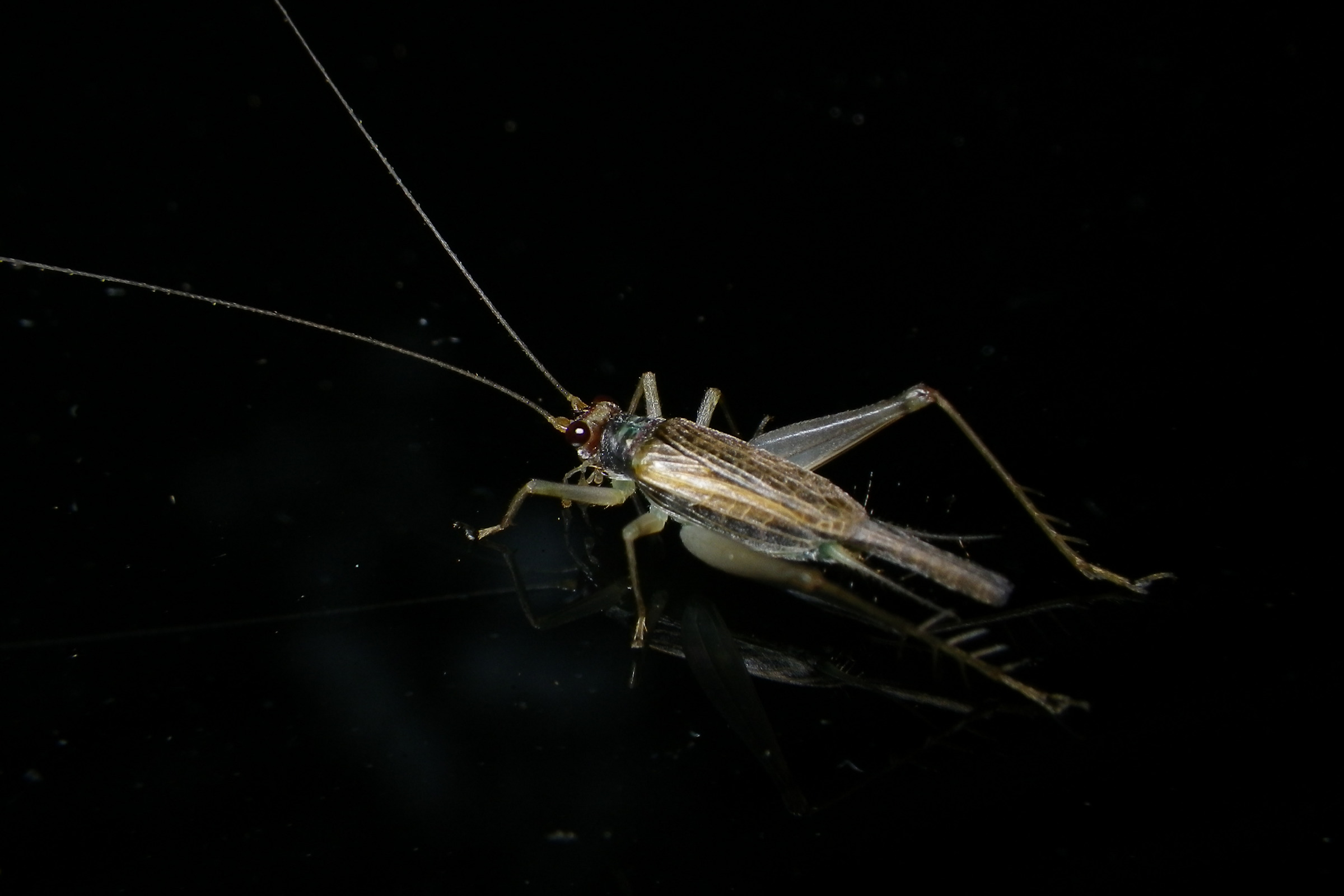